# 語言地理學
語言地理學（英文：linguistic geography）是人文地理學或是語言學下的一個分支，主要研究語言的地理變異和語言變體的空間分布。廣義的語言地理學包括了地理語言學。當研究的目標為方言時，又稱作地理語言學（language geography，又称语言地理学、方言地理学）。

## 語言地理學理論

### 語言連續性原則
語言變體在正常情況下呈現塊狀而連續性的分布。

### 波傳論(wave theory)
史密特(英文:Johannes Schmidt)在1872年提出的理論。語言變體以類似水中漣漪的方式，從一個中心向周圍擴散，最終至無法對話。

#### 同語線(isogloss)
以鄰近的語言差異性畫出的等值線。